# Vidalasia pubescens
Vidalasia pubescens là một loài thực vật có hoa trong họ Thiến thảo. Loài này được (Tirveng. & Sastre) Tirveng. miêu tả khoa học đầu tiên năm 1998.